# Ticket de quai

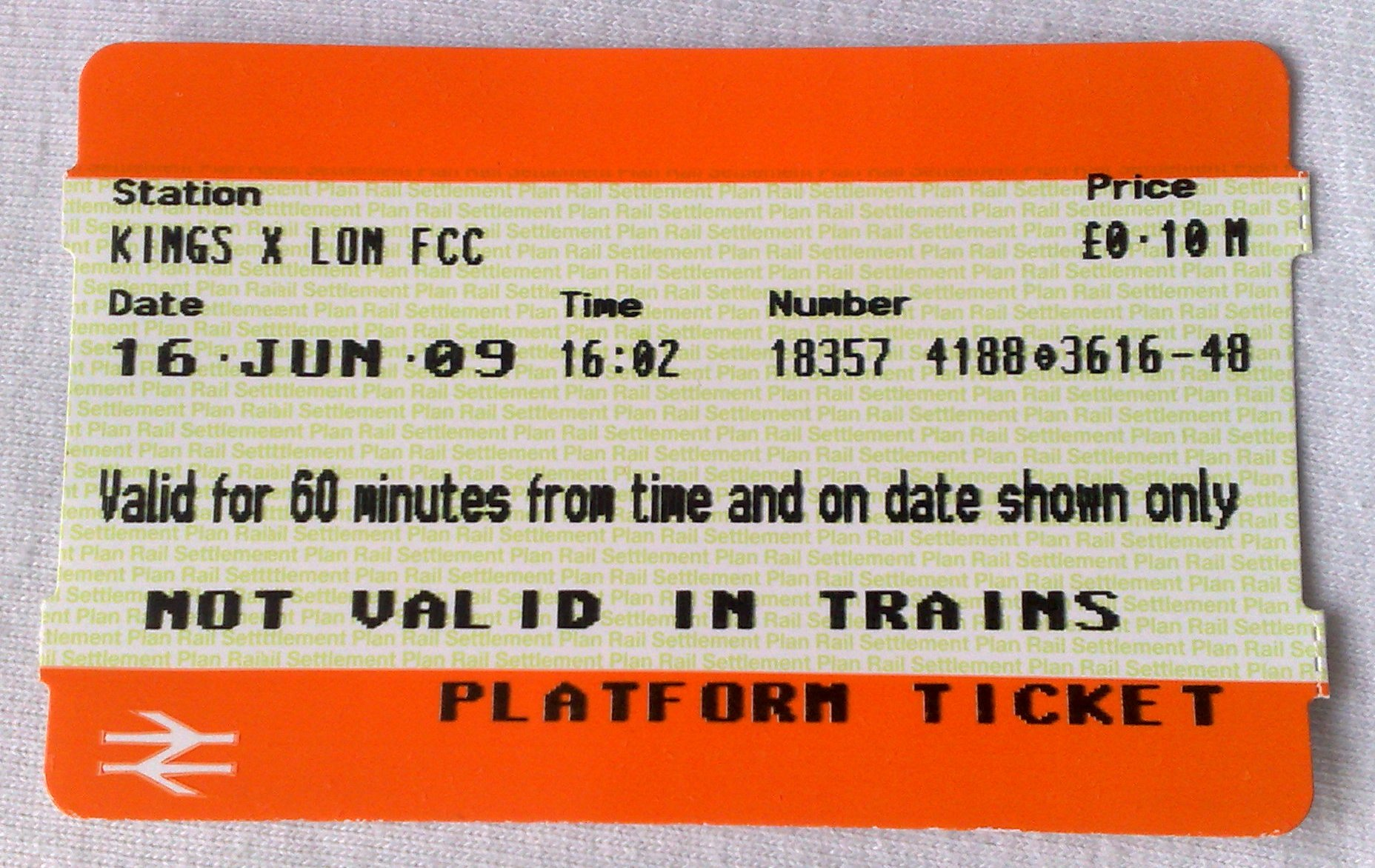
Ticket de quai valable 60 minutes délivré par National Rail à la gare de King's Cross de Londres.

Un ticket de quai, ou billet de quai, est un titre payant particulier, différent d'un titre de transport, délivré par certaines compagnies ferroviaires qui autorise le porteur à accéder aux quais d'une gare, mais pas à monter à bord des trains, ni à utiliser des services ferroviaires.

## Caractéristiques
Ce ticket permet notamment d'accompagner les voyageurs jusqu'à leur voiture, en limitant l'accès des autres personnes. L'accès peut être plus ou moins limité, notamment en durée, voire interdit aux heures de plus grande affluence.
Le ticket de quai crée entre le porteur et l'entreprise ferroviaire un contrat spécial. Cependant les obligations de l'entreprise ferroviaire se limitent à l'engagement d'assurer le service avec prudence. En cas d'accident, le porteur doit apporter la preuve d'une faute de l'entreprise. 

## Dans la fiction
Dans le roman Les Six Compagnons à la Tour Eiffel, paru en 1972, l'auteur évoque les tickets de quai. Les Compagnons accompagnent l'un d'eux à la gare de Lyon-Perrache : 

« Prenons les tickets de quai, déclara Mady. 

— Non, protesta le Tondu. Pas de dépenses inutiles. (...). 

Faisant la sourde oreille, Mady glissa successivement cinq pièces dans le distributeur automatique et toute l’équipe gagna le passage souterrain pour remonter ensuite sur le quai numéro trois. ».
Dans le film "C'est pas parce qu'on à rien à dire qu'il faut fermer sa gueule", les personnages incarnés par Michel Serrault, Jean Lefèvre et Bernard Blier achètent des tickets de quai à la Gare de l'Est.